# Alejandra Barros

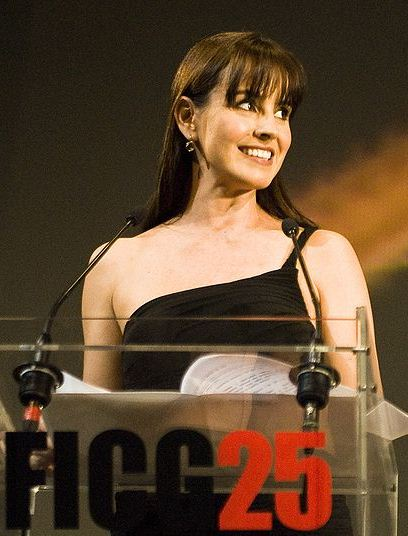
Alejandra Barros im März 2010

Alejandra Barros (* 11. August 1971 in Mexiko-Stadt) ist eine mexikanische Schauspielerin, die in vielen Telenovelas mitgewirkt hat.

## Leben
Barros studierte in New York Theater am Lee Strasberg Theatre and Film Institute sowie Tanz am Broadway Dance Center.
Ihre erste Rolle erhielt sie 1996 in der Fernsehserie Confidente de secundaria. 1998 wirkte sie in allen drei Episoden der mexikanischen Telenovela Huracán mit. Auch in den folgenden Jahren spielte sie in diversen Fernsehserien. So zum Beispiel 2002 in 25 Episoden von Clase 406 und 2006 in 20 Episoden von La verdad oculta.
In den Jahren 2010 und 2011 wirkte sie in der Rolle der Bárbara Mantilla in 146 Episoden von Para volver a amar mit, 2013 und 2014 als Juliana in 145 Episoden von Quiero amarte sowie 2014 und 2015 als Candela in 135 Episoden von La sombra del pasado. Danach wirkte sie in 105 Episoden der Fernsehserie A que no me dejas (2015/16), sowie in 52 Episoden der Fernsehserie in der Serie Mujeres de negro (2016) mit.
Ihre erste von mehreren Nebenrollen in einem Spielfilm bekleidete sie in der 2004 gedrehten Actionkomödie Matando Cabos, ehe sie 2010 erstmals eine Hauptrolle in den Filmen No eres tú, soy yo und Seres:Genesis erhielt.
Sie hat einen Sohn namens Luis Manuel, der Ende des 20. Jahrhunderts (1998 oder 1999) geboren wurde.